# 1485 Isa
1485 Isa (1938 OB) là một tiểu hành tinh vành đai chính được phát hiện ngày 28 tháng 7 năm 1938 bởi Reinmuth, K. ở Heidelberg.